# ديف ماكليفي
ديف ماكليفي (بالإنجليزية: Dave McCleave) (24 ديسمبر 1911 – 1988) هو ملاكم من المملكة المتحدة راحل، مثّل بلاده في الألعاب الأولمبية الصيفية 1932.

## روابط خارجية
ديف ماكليفي على موقع أوليمبيديا (الإنجليزية)